# Cyklopropan
Cyklopropan, C
3H
6 – organiczny związek chemiczny, najprostszy cykloalkan. W warunkach normalnych jest to bezbarwny, cięższy od powietrza gaz o słodkawym zapachu. Jest bardzo łatwopalny, w kontakcie z tlenem tworzy silną mieszankę wybuchową.

## Cyklopropan w anestezjologii
Jest stosowany w znieczuleniu ogólnym w anestezjologii. Łatwo wchłania się i wydala przez pęcherzyki płucne, dobrze rozpuszcza się w tłuszczach. Nieznacznie drażni drogi oddechowe i wzmaga napięcie nerwu błędnego, a efektem tego działania może być wystąpienie kurczu głośni i skurcz oskrzeli, ślinienie, nudności i wymioty. Obserwuje się też silne pobudzenie chorych.
Tym niepożądanym objawom zapobiega atropina i barbiturany podane w premedykacji.
Cyklopropan działa silnie anestetycznie (znieczulająco) i analgetycznie (przeciwbólowo), podany w mieszaninie oddechowej w stężeniach 50% powoduje anestezję już po kilku oddechach (w czasie około 1 minuty).
Cyklopropan daje dobre zwiotczenie mięśni, działa depresyjnie na ośrodek oddechowy przy równoczesnym przyspieszeniu rytmu oddechowego, co przy zachowanym oddechu własnym chorego powoduje zmniejszenie wentylacji pęcherzykowej i hiperkapnię.